# Lizinka Dyrssen

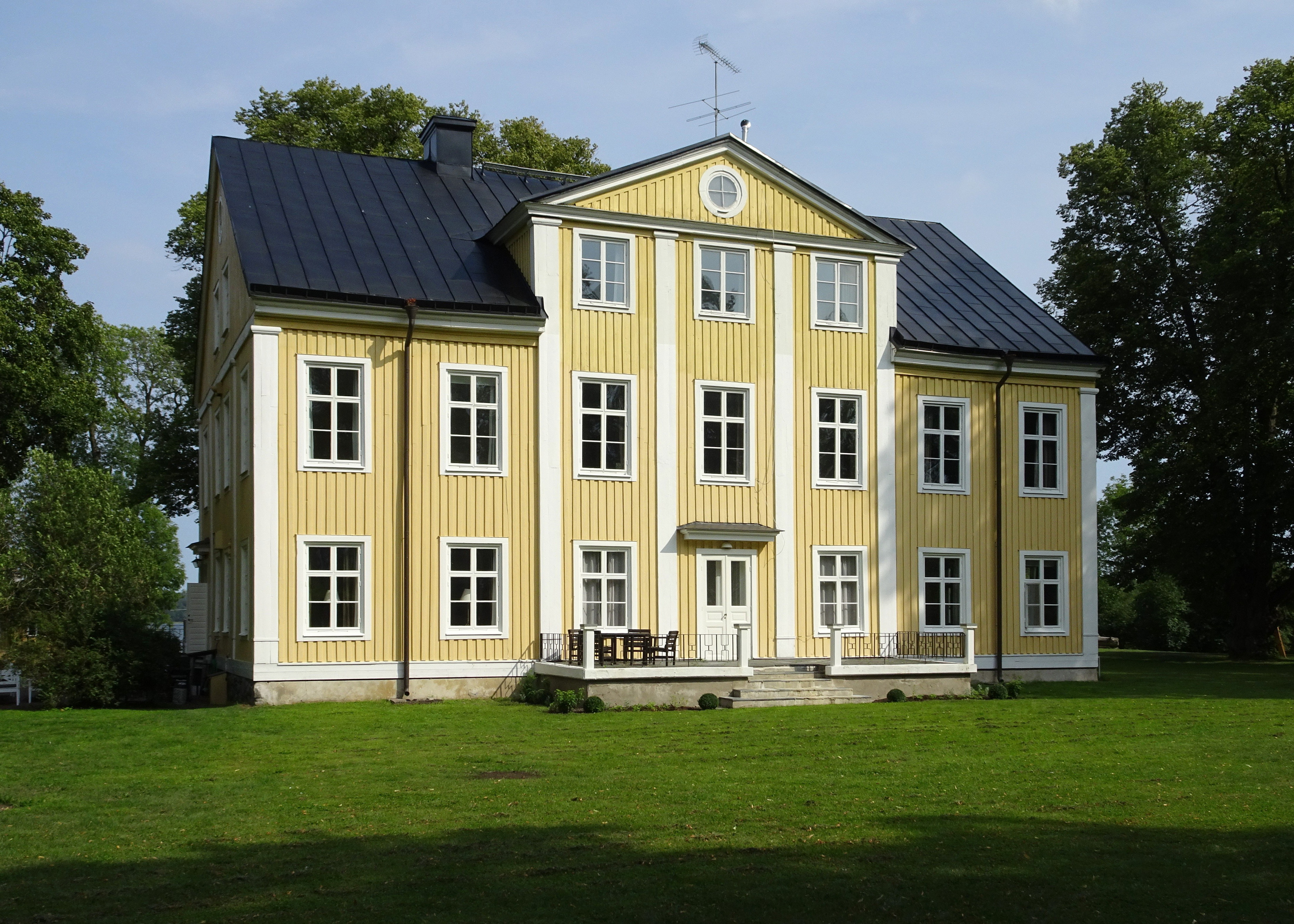
Öråkers herrgård, 2018.

Charlotta Maria Thérèse Lizinka Dyrssen, född af Ugglas 28 juli 1866 på Lennartsnäs, Stockholms-Näs socken, död 9 september 1952 i Stockholm, var en av de ledande inom den svenska kvinnorörelsen.

## Biografi
Lizinka Dyrssen var dotter till överståthållaren friherre Gustaf af Ugglas och Thérèse Björnstjerna. Hon gifte sig 1888 med amiral och sjöförsvarsministern Wilhelm Dyrssen (1858–1929). Tillsammans med honom ägde hon Öråkers herrgård i nuvarande Upplands-Bro kommun. Paret fick sönerna Gustaf Dyrssen (1891–1981) och Magnus Dyrssen (1894–1940).
Lizinka Dyrssen deltog i arbetet för kvinnors politiska medborgarskap, bland annat som ordförande i Moderata kvinnors rösträttsförening 1917–1921, Stockholms kvinnliga rösträttsförening 1909–1910 och som medlem i Moderata kvinnoförbundet. Hon var 1921–1937 ordförande i Fredrika-Bremer-Förbundet. Dyrssen var även socialt verksam inom andra områden, och var 1906–1926 ordförande i svenska Röda Korset, direktion 1, och var medlem av Svenska Röda Korsets överstyrelse.

## Utmärkelser
Dyrssens utmärkelser:
- Svenska frivilliga sjukvårdsväsendets guldmedalj (GM sjv)
- Illis quorum meruere labores guldmedalj (GMiqml)
- Hedersfinskt frihetskors av fjärde klass med svärd
- Tyska, österrikiska, polska rödakorsetmedaljen